# جکسون یی
جکسون یی (انگلیسی: Jackson Yee؛ زادهٔ ۲۸ نوامبر ۲۰۰۰) بازیگر، خواننده و بازیگر تلویزیون اهل چین است.
از فیلم‌ها یا برنامه‌های تلویزیونی که وی در آن نقش داشته است می‌توان به نبرد در دریاچه چانگجین، نمای خوب، نبرد در دریاچه چانگجین ۲، و رودخانه سرخ اشاره کرد.